# Arroyo de la Encomienda
Arroyo de la Encomienda é um município da Espanha na província de Valladolid, comunidade autónoma de Castela e Leão, de área 11,54 km² com população de 9590 habitantes (2007) e densidade populacional de 831,02 hab./km².

## Demografia
| Variação demográfica do município entre 1991 e 2004 | Variação demográfica do município entre 1991 e 2004 | Variação demográfica do município entre 1991 e 2004 | Variação demográfica do município entre 1991 e 2004 |
| --------------------------------------------------- | --------------------------------------------------- | --------------------------------------------------- | --------------------------------------------------- |
| 1991                                                | 1996                                                | 2001                                                | 2004                                                |
| 1406                                                | 1930                                                | 4588                                                | 5709                                                |